# Catoptria casalei
Catoptria casalei là một loài bướm đêm trong họ Crambidae.